# Primer gobierno de Antoine Gizenga

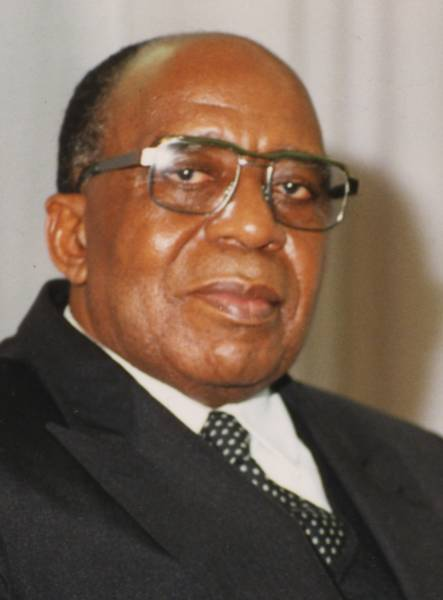
Antoine Gizenga, jefe de gobierno.

El primer gobierno de Antoine Gizenga estuvo formado por Ministros de Estado, Ministros y Viceministros designados por el primer ministro Antoine Gizenga de la República Democrática del Congo . Gizenga fue Primer Ministro entre el 30 de diciembre de 2006 y el 10 de octubre de 2008. Su primer gabinete fue nombrado el 5 de febrero de 2007, con 59 miembros. El 25 de noviembre de 2007 se anunció un nuevo gobierno, cuyo tamaño se redujo a 44 ministros. Gizenga tuvo tres gabinetes ministeriales, por lo que estuvo en el poder durante 8 años. Fue diputado y representante político durante 25 años,

## Primer gabinete
Los Ministros de Estado y Ministros nombrados el 5 de febrero de 2007 fueron: 

### Ministros de Estado
| Posición                                                               | Titular de la Oficina  |
| ---------------------------------------------------------------------- | ---------------------- |
| Ministro de Estado de Agricultura                                      | Nzanga Mobutu          |
| Ministro de Estado del Interior Descentralización y Seguridad          | Denis Kalume           |
| Ministro de Estado de Asuntos Exteriores y Cooperación Internacional   | Antipas Mbusa Nyamwisi |
| Ministro de Estado de Educación Superior y Universidad                 | Sylvain Ngabu Chumbu   |
| Ministro de Estado de Infraestructura, Obras Públicas y Reconstrucción | Pierre Lumbi Okongo    |
| Ministro de Estado del Presidente de la República                      | Nkulu Mitumba Kilombo  |

### Ministros
| Posición                                                 | Titular                              | Notas |
| -------------------------------------------------------- | ------------------------------------ | --- |
| Ministro de la Presidencia                               | Godfrey Mayobo Mpwene Ngantien       | |
| Ministro de Defensa Nacional y Asuntos de Veteranos      | Chikez Diemu                         | |
| Ministro de Justicia                                     | Georges Minsay Booka                 | |
| Ministro de Planificación                                | Olivier Kamitatu Etsu                | |
| Ministro de Integración Regional                         | Ignacio Gata Mavinga                 | |
| Ministro de Hacienda                                     | Athanase Matenda Kyelu               | |
| Ministro de Presupuesto                                  | Adolphe Muzito                       | |
| Ministro de Cartera                                      | Sra. Jeannine Mabunda Lioko          | |
| Ministro de Economía Nacional                            | Sylvain Joel Bifwila Tchamwala       | |
| Ministro de Información Prensa y Comunicación Nacional   | Toussaint Tshilombo Enviar           | |
| Ministro de Industria                                    | Simon Mboso Kiamputu                 | |
| Comercio Exterior                                        | Kasongo Ilunga                       | Nombrado el 6 de febrero de 2007, pero no asistió a la inauguración del gobierno; se cuestiona la existencia de Ilunga |
| Comercio Exterior                                        | Denis Mbuyu Manga                    | A partir del 28 de mayo de 2007.                                                                                       |
| Asuntos de la Mujer                                      | Philomène Omatuku Atshakawo Akatshi  | |
| Ministro de la Pequeña y Mediana Empresa                 | Jean François Ekofo Panzoko          | |
| Ministro de Transporte y Canales de Comunicación         | Remy Henri Kuseyo Gatanga            | |
| Ministro de Desarrollo Rural                             | Charles Mwando Nsimba                | |
| Ministro de Educación Primaria, Secundaria y Profesional | Creador Mwangu Famba                 | |
| Ministro de Investigación Científica                     | Sylvanus Mushi Bonane                | |
| Ministro de Salud Pública                                | Victor Makwenge Kaput                | |
| Ministro de Minas                                        | Martin Kabwelulu Labilo              | |
| Ministro de Energía                                      | Salomón Banamuhere Baliene           | |
| Ministro de Hidrocarburos                                | Lambert Mende Omalanga               | |
| Ministro de Trabajo y Bienestar Social                   | Marie-Ange Lukiana Mufwankolo        | |
| Ministro de la Función Pública                           | Zéphyrin Diambu Mutu-di-Lusala Nieva | |
| Ministro de Asuntos Sociales y Solidaridad Nacional      | Martin Bitijula Mahimba              | |
| Ministra de la Mujer                                     | Philomena Omatuku Atshakawo Akatshi  | |
| Ministro de Juventud y Deportes                          | Perdona Kaliba Mulanga               | |
| Ministro de Asuntos Territoriales                        | Liliane Pande Muaba                  | |
| Ministro de Planificación y Hábitat                      | Lawrence M Simon Ikenga Lisambola    | |
| Teléfonos Postales y Telecomunicaciones                  | Kyamusoke Bamusulanga Nta-Bote       | |
| Ministro de Medio Ambiente                               | Didace Pembe Bokiaga                 | |
| Ministro de Turismo                                      | Kakule Mbahingana Elías              | |
| Ministro de Cultura y Artes                              | Marcel Malenso Ndodila               | |
| Ministro de Derechos Humanos                             | Eugene Lokwa Ilwaloma                | |
| Ministro de Asuntos Humanitarios                         | Jean-Claude Muyambo Kyassa           | |

## Segundo gabinete
Los Ministros de Estado y Ministros nombrados el 25 de noviembre de 2007 fueron: 

### Ministros de Estado
| Posición                                          | Titular de la Oficina |
| ------------------------------------------------- | --------------------- |
| Agricultura                                       | Nzanga Mobutu         |
| Interior y seguridad                              | Denis Kalume Numbi    |
| Ministro de Estado del Presidente de la República | Nkulu Mitumba Kilombo |

### Ministros
| Position                                                    | Officeholder                        |
| ----------------------------------------------------------- | ----------------------------------- |
| Minister to the Prime Minister                              | Godefroid Mayobo Mpwene Ngantien    |
| Budget                                                      | Adolphe Muzito                      |
| Communications and Media                                    | Emile Bongeli                       |
| Culture and Arts                                            | Esdras Kambale Baekwa               |
| Energy                                                      | Salomon Banamuhere Baliene          |
| Environment, Conservation and Tourism                       | José Endundu                        |
| Finance                                                     | Athanase Matenda Kyelu              |
| Foreign Affairs and International Cooperation               | Antipas Mbusa Nyamwisi              |
| Gender, Family and Children                                 | Philomène Omatuku Atshakawo Akatshi |
| Higher Education, Universities and Scientific Research      | Léonard Masuga Rugamira             |
| Hydrocarbons                                                | Lambert Mende Omalanga              |
| Industry and Small and Medium Enterprises                   | Simon Mboso Kiamputu                |
| Infrastructure, Public Works and Reconstruction             | Pierre Lumbi Okongo                 |
| Justice and Human Rights                                    | Mutombo Bakafwa Nsenda              |
| Labor                                                       | Marie Ange Lukiana Mufwankol        |
| Land                                                        | Edouard Kabukapua Bitanga           |
| Mines                                                       | Martin Kabwelulu Labilo             |
| National Defencse and Veterans                              | Chikez Diemu                        |
| National Economy and Commerce                               | André Philippe Futa                 |
| Parliamentary Relations                                     | Adolphe Lumanu Mulenda Bwana Sefu   |
| Planning                                                    | Olivier Kamitatu Etsu               |
| Portfolio                                                   | Jeannine Mabunda Mudiay Lioko       |
| Post, Telephones and Telecommunications                     | Louise Munga Mesozi                 |
| Primary, Secondary and Vocational Education                 | Maker Mwangu Famba                  |
| Public Health                                               | Victor Makwenge Kaput               |
| Public Service                                              | Laurent-Simon Ikenge Lisambola      |
| Social Affairs, Humanitarian Action and National Solidarity | Jean-Claude Muyambo Kyassa          |
| Transport and Communication Routes                          | Charles Mwando Nsimba               |
| Urban Affairs and Habitat                                   | Sylvain Ngabu Chumbu                |
| Youth and sports                                            | Willy Bokonga                       |

### Viceministros
| Posición                     | Titular de la Oficina         |
| ---------------------------- | ----------------------------- |
| Interior                     | Joseph-Davel Mpango Okundo    |
| Relaciones Exteriores        | Ignacio Gata                  |
| congoleños en el extranjero  | Colette Tshomba Ntundu        |
| Defensa Nacional y veteranos | Luc Amuri wa Mukulu           |
| Derechos humanos             | Claude Bizibuye Nyamugabo     |
| Finanzas                     | César Lubamba Ngimbi          |
| Presupuesto                  | Célestin Mbuyu Kabango        |
| Trabajos públicos            | Gervais Nturumenyerwa Kimonyo |
| minas                        | Victor Kasongo Shomary        |
| Desarrollo Rural             | Xavier Bonane Ya Ngazi        |
| Investigación científica     | Rugabishe Nsenginyumva        |
| Entrenamiento vocacional     | Arthur Sedea Ngama Zabusu     |

| Position                                                    | Officeholder                        |
| ----------------------------------------------------------- | ----------------------------------- |
| Minister to the Prime Minister                              | Godefroid Mayobo Mpwene Ngantien    |
| Budget                                                      | Adolphe Muzito                      |
| Communications and Media                                    | Emile Bongeli                       |
| Culture and Arts                                            | Esdras Kambale Baekwa               |
| Energy                                                      | Salomon Banamuhere Baliene          |
| Environment, Conservation and Tourism                       | José Endundu                        |
| Finance                                                     | Athanase Matenda Kyelu              |
| Foreign Affairs and International Cooperation               | Antipas Mbusa Nyamwisi              |
| Gender, Family and Children                                 | Philomène Omatuku Atshakawo Akatshi |
| Higher Education, Universities and Scientific Research      | Léonard Masuga Rugamira             |
| Hydrocarbons                                                | Lambert Mende Omalanga              |
| Industry and Small and Medium Enterprises                   | Simon Mboso Kiamputu                |
| Infrastructure, Public Works and Reconstruction             | Pierre Lumbi Okongo                 |
| Justice and Human Rights                                    | Mutombo Bakafwa Nsenda              |
| Labor                                                       | Marie Ange Lukiana Mufwankol        |
| Land                                                        | Edouard Kabukapua Bitanga           |
| Mines                                                       | Martin Kabwelulu Labilo             |
| National Defencse and Veterans                              | Chikez Diemu                        |
| National Economy and Commerce                               | André Philippe Futa                 |
| Parliamentary Relations                                     | Adolphe Lumanu Mulenda Bwana Sefu   |
| Planning                                                    | Olivier Kamitatu Etsu               |
| Portfolio                                                   | Jeannine Mabunda Mudiay Lioko       |
| Post, Telephones and Telecommunications                     | Louise Munga Mesozi                 |
| Primary, Secondary and Vocational Education                 | Maker Mwangu Famba                  |
| Public Health                                               | Victor Makwenge Kaput               |
| Public Service                                              | Laurent-Simon Ikenge Lisambola      |
| Social Affairs, Humanitarian Action and National Solidarity | Jean-Claude Muyambo Kyassa          |
| Transport and Communication Routes                          | Charles Mwando Nsimba               |
| Urban Affairs and Habitat                                   | Sylvain Ngabu Chumbu                |
| Youth and sports                                            | Willy Bokonga                       |